# San Francisco de Mostazal
San Francisco de Mostazal ist die Hauptstadt der Kommune Mostazal in der chilenischen Región del Libertador General Bernardo O’Higgins mit rund 12.000 Einwohnern. Es ist eine Stadt mit kleinen Unternehmen und einem Casino im nördlichen Sektor, in der Nähe von Angostura.